# Liste der Monuments historiques in Germaine (Marne)
Die Liste der Monuments historiques in Germaine führt die Monuments historiques in der französischen Gemeinde Germaine auf.

## Liste der Objekte
| Bezeichnung                      | Beschreibung           | Standort                | Kennzeichnung | Schutzstatus | Datum | Bild |
| -------------------------------- | ---------------------- | ----------------------- | ------------- | ------------ | ----- | ---- |
| Skulptur Heilige Barbara         | Stein, 15. Jahrhundert | auf dem Friedhof (Lage) | PM51000448    | Classé       | 1966  |      |
| Skulptur eines heiligen Bischofs | Stein, 15. Jahrhundert | auf dem Friedhof (Lage) | PM51000447    | Classé       | 1966  |      |